# Eustache Kotingan
Eustache Kotingan est un expert-comptable, dirigeant d'entreprises et administrateur béninois.

## Biographie

### Enfance, éducation et débuts
Eustache Kotingan est un expert-comptable de formation, reconnu à l’OECCA-Bénin. Il a un DESS en contrôle de gestion de l'Université Paris-Dauphine.
Il est réputé proche de Patrice Talon, et membre de la Grande Loge du Bénin.

### Carrière
Eustache Kotingan est administrateur d'entreprises au Bénin et à l'international dans des secteurs aussi divers que le commerce des produits de la mer, l’industrie et la finance. Il est administrateur du holding qui chapeaute l’ensemble des activités de Patrice Talon dans l'industrie cotonnière. II dirige la société Atral, chargée du port sec d’Allada. Il est président du Conseil national du patronat du Bénin (CNP-Bénin) depuis le 25 mai 2022 pour un mandat de 5 ans,. Il essaie de dépolitiser le CNP - Bénin et d'encourager l’adhésion de jeunes entrepreneurs du privé à ce conseil.